# HDP-Parteiverbotsverfahren 2021
Am 17. März 2021 reichte der Generalstaatsanwalt des Obersten Gerichtshofs in der Türkei eine Anklageschrift beim Verfassungsgericht ein, um die oppositionelle Demokratische Partei der Völker (HDP) verbieten zu lassen. Dabei warf er der HDP, die vor allem unter Kurden verankert ist, unter anderem „terroristische Aktivitäten“ vor.  Die linksorientierte HDP hatte bei den Parlamentswahlen 2018 fast sechs Millionen Stimmen bekommen und ist somit aktuell die zweitgrößte Oppositionspartei in der Türkei. die Bundesregierung erklärte nach der Einleitung des Verbotsverfahrens, dass sie „mit großer Besorgnis“ gegen diese blicke und dass sie „erhebliche Zweifel an der Verhältnismäßigkeit“ hätte. Der Antrag im März wurde zunächst nicht angenommen und musste von der Staatsanwaltschaft bearbeitet werden. Die Neufassung wurde im Juni 2021 dann vom Verfassungsgericht angenommen und lässt somit voraussichtlich im nächsten Jahr eine Abstimmung im Verfassungsgericht über das Verbot der Partei zu.

## Inhalt der Anklage
Die 850-seitige Klageschrift fordert das dauerhafte Verbot der Partei sowie die Sperrung des Bankkontos der Partei und ein Politikverbot über fünf Jahre für 687 der führenden Parteimitglieder. So wird der Partei von Seiten der Staatsanwaltschaft vorgeworfen, den „Terror“ der militanten PKK zu unterstützen. Zeitgleich mit der Einreichung des Verbotsantrags wurde dem HDP-Abgeordneten Ömer Faruk Gergerlioğlu sein Abgeordnetenmandat entzogen. Dieses Vorgehen, sowie das strafrechtliche Vorgehen gegen weitere HDP-Politiker bezeichnete die Bundesregierung im März 2021 als Entwicklungen, „die die rechtsstaatlichen Abläufe in der Türkei in Frage stellen“. Bezüglich der Vorwürfe der Terrorpropaganda zeigten Kritiker außerdem immer wieder auf, dass die Verbindung der HDP zur PKK, die in der Anklage aufgezeigt wird, größtenteils darauf fußt, dass gewisse politische Forderungen sich überschneiden – unabhängig davon, ob diese tatsächlich verfassungswidrig sind. Zu dieser sogenannten Terrorpropaganda zählen laut Anklage auch Forderungen bezüglich muttersprachlichem Schulunterricht, was Kritiker bemängeln. Darüber hinaus heißt es in der Klageschrift, die Partei würde die Integrität des Staates untergraben. Die Klage wurde zunächst zurückgewiesen, weil in der ersten Fassung Menschen aufgelistet waren, die entweder nicht mehr am Leben sind oder kein Mitglied der HDP sind.

## Frühere Vorgänge gegen die Partei
Nachdem die HDP bei der Parlamentswahl 2015, 13,1 % der Stimmen erlangte, zog sie als erste Partei, die besonders unter Kurden verankert ist, als zweitstärkste Oppositionspartei ins Parlament. Daraufhin wurden die ehemaligen Parteivorsitzenden Selahattin Demirtaş und Figen Yüksekdağ 2016 in Untersuchungshaft gebracht. die Bundesregierung, sowie der Europäische Gerichtshof forderten die Freilassung Demirtas’ und bewerteten seine Inhaftierung als „ausdrücklich politisch motiviert“. Diese Forderung blieb von der türkischen Justiz unbeantwortet. So ist Demirtas weiterhin in Haft (Stand: 30. August 2021) und gegen ihn und 107 weitere HDP-Funktionäre laufen seit April 2021 Gerichtsverfahren. Auch 2015 wurde 50 HDP-Abgeordneten zudem die Immunität entzogen. Beobachter werfen der türkischen Regierung vor, die Opposition durch das Verbot der HDP spalten zu wollen. Generell wurden in den vergangenen Jahren über 10.000 Mitglieder der Partei inhaftiert und 48 HDP-Bürgermeister durch staatliche Zwangsverwalter ersetzt. Zuvor wurden in den letzten 30 Jahren in der Türkei sechs pro-kurdische Parteien verboten.

## Ablauf des Verbotsverfahrens
Nachdem die zweite Version der Klageschrift der Staatsanwaltschaft vom obersten Gerichtshof angenommen wurde, gilt das Verbotsverfahren als angenommen. Diese Klage wird in Kopie an die HDP verschickt, welche 60 Tage Zeit für eine Stellungnahme hat. Auf diese kann dann die Generalstaatsanwaltschaft reagieren. Beide Seiten werden daraufhin vom Verfassungsgericht angehört, welches dann einen externen Richter damit beauftragt, ein Gutachten zu erstellen. Zuletzt wird dann das Plenum des Verfassungsgerichts – welches aus 15 Verfassungsrichtern besteht – über das Parteiverbot abstimmen. Für ein Verbot braucht es eine Zweidrittel-Mehrheit. Alternativ könnte das Verfassungsgericht auch bestimmen, der Partei staatliche Unterstützung zu untersagen. Im Januar 2023 setzte das türkische Verfassungsgericht die staatliche Parteienfinanzierung für die HDP vorläufig aus.